# Carl Albrecht Wilhelm von Auer

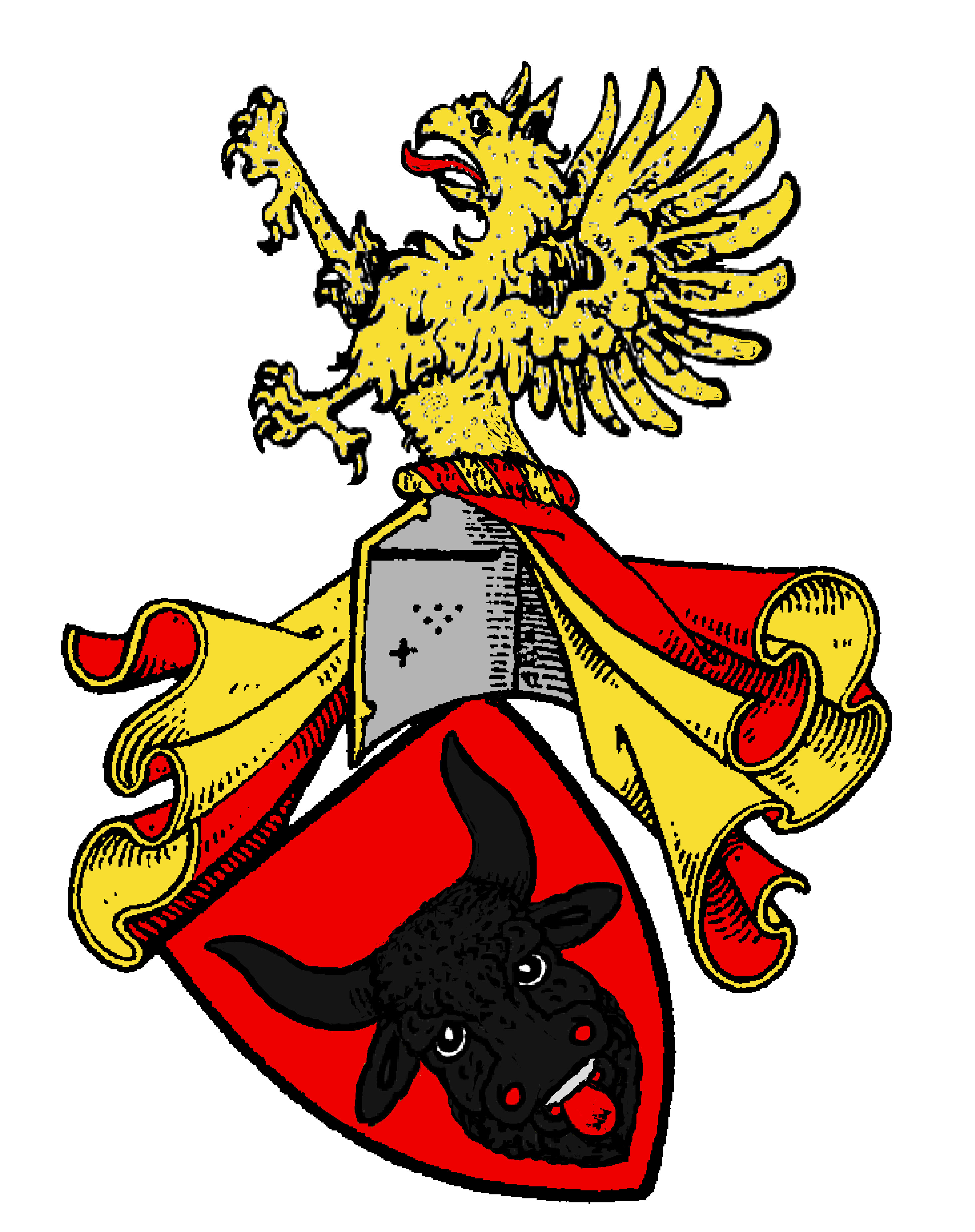
Stammwappen der preußischen von Auer

Carl Albrecht Wilhelm von Auer, auch Carl Albrecht Wilhelm von Auer (* 19. Juni 1748, andere Quelle 19. Juli 1748 in Königsberg; † 30. Mai 1830 in Mainz), war ein preußischer Offizier und Beamter.

## Leben

### Familie
Carl Albrecht Wilhelm von Auer entstammte dem preußischen Adelsgeschlecht von Auer und war der Sohn des Finanzrats Christoph Albrecht von Auer (* 26. Februar 1710; † 23. Juli 1794 in Berlin), Herr auf Bilshöfen und Lichtenfeld (heute Lelkowo) im Landkreis Heiligenbeil, und dessen Ehefrau Rosa (* 18. Februar 1718; † 19. April 1790), die Tochter des Kammerherrn Johann Heinrich von Mirande auf du Treuil (* 1665), diese besaß später das Gut Lichtenfeld, das einen Wert von 14.000 Talern hatte. Sein älterer Bruder war der spätere Generalmajor Johann Kasimir von Auer.
Der Oberst (andere Quelle Generalmajor) Jonas Casimir von Auer war sein Großvater.
Er heiratete am 5. Juni 1783 in Wahrburg Charlotte Friederike (* 8. Dezember 1764 in Magdeburg; † 2. April 1844 in Frankfurt am Main), die Tochter von Samuel August von Goldbeck (1731–1795), Vizepräsident der Regierung in Magdeburg; gemeinsam hatten sie fünf Kinder. Seine Tochter Louise Sophie Wilhelmine Friederike (* 13. August 1789 in Emmerich; † 6. April 1841 in Kassel) war mit dem späteren kurhessischen Minister Franz Hugo Rieß von Scheurnschloß verheiratet.
Die Onkel seiner Ehefrau waren der General-Auditor und Geheime Kriegsrat Johann Friedrich von Goldbeck (1721–1787) und der Justizminister Heinrich Julius von Goldbeck.

### Werdegang
Zur schulischen Ausbildung von Carl Albrecht Wilhelm von Auer liegen keine Hinweise vor. Er trat in das preußische Heer ein und wurde Premierleutnant und Adjutant im Infanterie-Regiment von Saldern, bevor er 1777 seinen Abschied nahm und sich darauf in Berlin aufhielt.
Er erhielt eine Anstellung in der Akziseverwaltung, wurde im April 1779 Haupteinnehmer in Magdeburg und 1781 dort zum Zolldirektor ernannt. Im Dezember 1786 wurde er, auf Vorschlag des Ministers Dietrich von Werder als Chef des Rheinzollamtes nach Emmerich versetzt und amtierte dort als Provinzial-Zoll- und Lizenz-Direktor für die Provinzen Kleve, Moers und Geldern; er bekam dazu den Charakter des Geheimen Kriegs- und Domänenrats.
Am 18. November 1805 erhielt er die Genehmigung, ein Amt beim kurfürstlichen Rhein-Schiffahrts-Octroy, eine internationale Verwaltungsstelle in Mainz, die mit der Zentralisierung der bei den Rheinschiffern erhobenen Abgaben beauftragt war, anzunehmen. Später erfolgte seine Ernennung zum Geheimen Oberzoll- und Regierungsrat.
Zu einem unbekannten Zeitpunkt wurde er in der napoleonischen Zeit Staatskommissar. Am 3. März 1813 wurde er, als Nachfolger von Heinrich von der Tann, zum Präfekten des Departements Hanau im Großherzogtum Frankfurt ernannt, hierbei erhielt er die Unterstützung durch seinen Sohn Ferdinand Wilhelm August von Auer (* 15. August 1786 in Magdeburg; † 8. Januar 1877 in Trier), der als sein Adjunkt diente. In seiner Funktion als Präfekt veröffentlichte er unter anderem am 9. August 1813 den Generalpardon des Großherzogs von Frankfurt, Eugène de Beauharnais, gegenüber den Deserteuren, die am 3. Juli 1813 aus ihrem Dienst ausgetreten und bis zum 1. August 1813 wieder zurückgekehrt waren.

## Mitgliedschaften
Carl Albrecht Wilhelm von Auer trat im Herbst 1778 einer Freimaurerloge bei und wurde am 29. April 1779 in der Magdeburger Loge Ferdinand zur Glückseligkeit angenommen.